# Pyrgulopsis metcalfi
Pyrgulopsis metcalfi là danh pháp hai phần của một loài ốc nước ngọt từ rất nhỏ đến nhỏ có nắp, là động vật thân mềm chân bụng sống dưới nước thuộc họ Hydrobiidae.
Đây là loài đặc hữu của Hoa Kỳ. Môi trường sống tự nhiên của chúng là các con suối. Chúng hiện đang bị đe dọa vì mất nơi sống.